# Promenade Coccinelle
La promenade Coccinelle est une voie de promenade située dans les quartiers Saint-Georges et Clignancourt des 9e et 18e arrondissements de Paris (France).

## Situation et accès
La promenade Coccinelle débute au 2, boulevard de Clichy et rue des Martyrs et se termine au 16, boulevard de Clichy et place Pigalle. Elle est aménagée en rambla.
Elle est desservie à proximité par les lignes 2 et 12 du métro de Paris à la station Pigalle.

Plan de la promenade
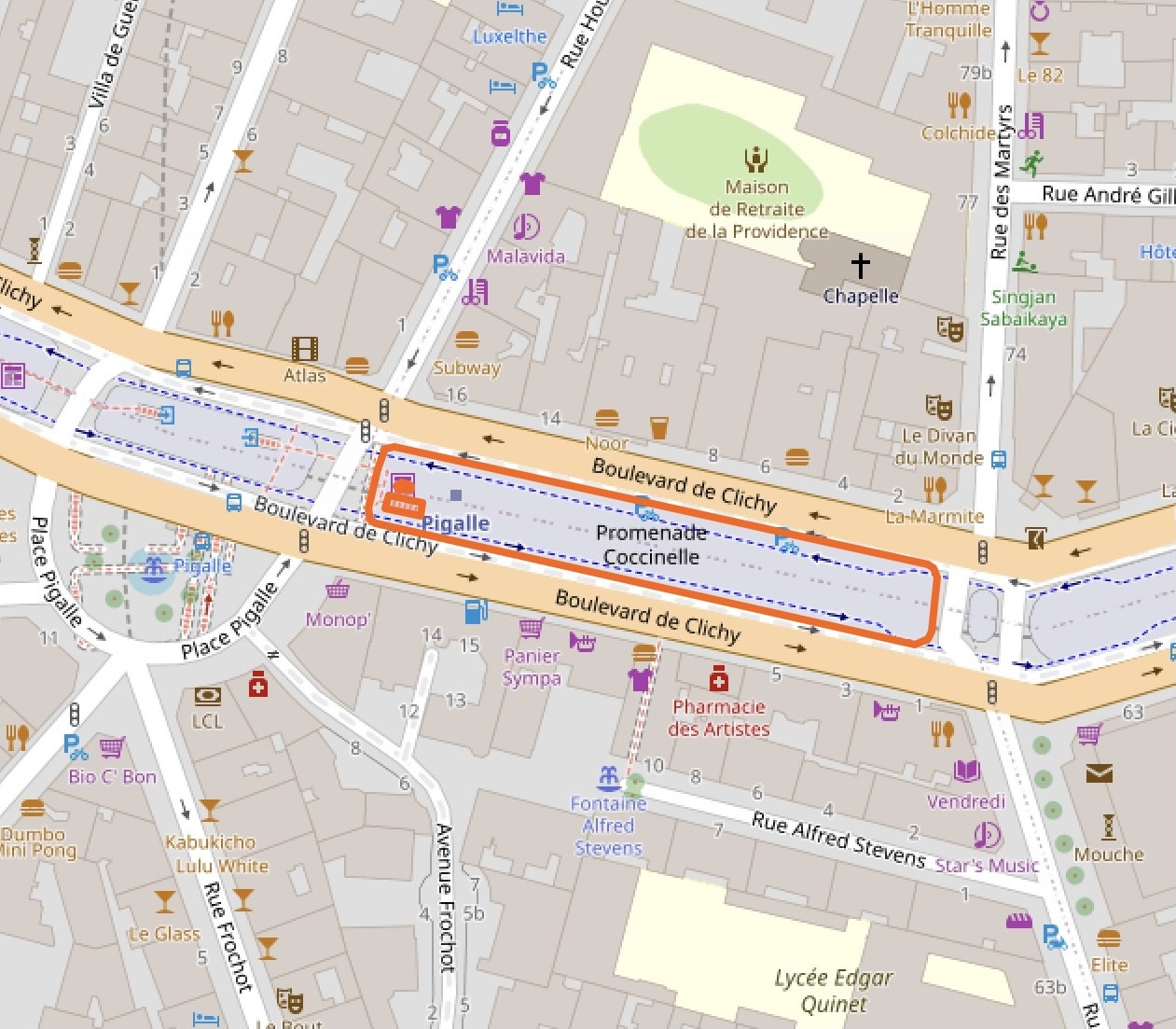
(cliquer sur le plan pour l'agrandir)

## Origine du nom
Elle porte le nom de l'artiste Jacqueline Charlotte Dufresnoy, dite Coccinelle (1931-2006), artiste transgenre, première célébrité française à avoir changé d’état civil.

## Historique
En décembre 2016, le Conseil de Paris adopte à l'unanimité une délibération portant sur la dénomination d’une « promenade Coccinelle » inaugurée le 18 mai 2017,,.

## Bâtiments remarquables et lieux de mémoire
La promenade est constituée d'une partie du terre-plein de la ligne 2 du métro de Paris, sous le boulevard de Clichy.